# Провеца I (Форли-Чезена)
Провеца I (итал. Provezza I) је насеље у Италији у округу Форли-Чезена, региону Емилија-Ромања.
Према процени из 2011. у насељу је живело 45 становника. Насеље се налази на надморској висини од 24 м.